# Дејан Небригић
Дејан Небригић (Панчево, 29. децембар 1970 — Панчево, 29. децембар 1999) био је мировни активиста, писац и позоришни критичар, познат и као покретач првог судског процеса због хомофобне дискриминације у Србији. Један је од оснивача ЛГБТ+ покрета у Србији. О Дејану Небригићу је снимљен  филм Слутња анђела.

## Активизам
Заједно са Лепом Млађеновић и још десетак потписника захтева за регистрацију организације, учествовао је у оснивању Аркадије, прве ЛГБТ организације у Србији, која је основана крајем 1990. Следеће године је био један од оснивача антиратног часописа Пацифик, где је уређивао геј и лезбијске теме.
Био је такође члан организације „Жене у црном“. Ослобођен је обавезе да служи војску, пошто је регрутној комисији рекао да је хомосексуалац. Док су то чинили и други младићи да би се спасли регрутације, али увек дискретно и приватно, Небригић је, као антиратни активиста, о томе први говорио јавно у медијима.
У новосадском часопису на мађарском Symposion је током 1997. објавио у наставцима свој путописни текст Paris–New York, који има изразиту геј тематику. Следеће године је објавио (пара)филозофски „Лавиринтски речник“. Објављивао је радове и у другим часописима као што су Uznet, КултурТрегер, ПроФемина и други.
Био је извршни директор „Кампање против хомофобије“ током 1998. и 1999. године. У оквиру овог пројекта сачинио је четири извештаја који се баве анализом хомофобије у Србији и другим темама од значаја за ЛГБТ+ активизам.

## Тужба због угрожавања безбедности и убиство
Властимир Лазаров, отац Милана Лазарова, Дејановог бившег дечка, који је, према наводима из тужбе која је касније поднета, кривио Небригића због тога што му је син геј, непрестано га је звао и претио му.
Небригић је о овоме обавестио милицију, која је дошла тек након поновљеног позива при чему су га милицајци привели, а на путу до милицијске станице, у службеном аутомобилу, тукли и вређали. Дежурни адвокат је одбио да га заступа уз образложење да „не жели да разговара са педерима“.
Иако је покушавао да се опире снажном притиску, на Небригића је овакав став најшире околине деловао обесхрабрујуће и изазивао опсесију промишљањем смрти, из чега је ипак успевао да се спасе уз подршку пријатеља.
Telefonski pozivi koje sam sada obavio – sa Lepom Mlađenović i Miodragom Kojadinovićem – ulivaju poverenje da ću moći, da ću uspeti p o n o v o da živim, ponovo da komuniciram, kako-tako, sa ljudima. 
Samo, kada bih već jednom mogao da prestanem da razmišljam o smrti, kada bih poslušao Kišov savet Mladom Pesniku, koji mi se duboko urezao u pamćenje  „Nemoј nikad misliti o smrti, ali nemoj zaboraviti da si smrtan“. Već sam to toliko puta rekao, ali zašto da i sada ponovo ne notiram  taj  svoj  veliki  problem: stalno razmišljam o smrti, a nikako da zaista p o j m i m  da sam smrtan. To je moja tragedija. Isto kao  što jе moja tragedija ta nepodnošljiva sinkrazija autizma i altruizma.
Небригић је касније ипак подигао тужбу против Лазарова, због угрожавања безбедности. Тужба је подигнута почетком априла 1999, али је рочиште које је заказано за новембар исте године одложено због болести судије.
У ноћи 29. децембра 1999, на свој 29. рођендан, Дејан Небригић је убијен у свом стану у Панчеву. Истрагом је утврђено да га је убио Милан Лазаров, бивши дечко и син оптуженог Властимира. Истражни судија који је водио истрагу у овом предмету, Недељко Мартиновић, саопштио је да је Небригић био део антирежимског покрета, изјавивши следеће:
Наша сазнања указују на то да је Небригић основао покрет хомосексуалаца који је имао приступ средствима из иностранства. Тај покрет је, практично, био улаз за разне врсте секти које воде рат против наше државе.